# Bokros Ferenc
Bokros Ferenc (Budapest, 1891. január 15. –  Budapest, 1974. szeptember 11.) magyar grafikus, bélyegtervező.

## Életpályája
Budapesten az Iparrajziskolában tanult. A Tanácsköztársaság idején az iparművészek grafikai szakosztályának tagja, majd vezetője volt, továbbá tagja volt a Közoktatásügyi Népbiztosság keretében működő művészi zsűrinek.
A Magyar Posta pályázati felhívására 1919-ben ő tervezte a Karl Marxot ábrázoló 20 filléres és a Friedrich Engelst ábrázoló 80 filléres értékeket a Magyar tanácsköztársasági arcképek című sorozatból. Bélyegtervezésre vonatkozó következő megbízását csak 1959-ben kapta meg. A két világháború között jelentős népművészeti kutatásokat végzett, népművészeti tárgyú grafikákat készített. 1945 után grafikusként és könyvillusztrátorként dolgozott. Grafikai művei a Néprajzi Múzeum tulajdonában vannak.

## Bélyegtervei

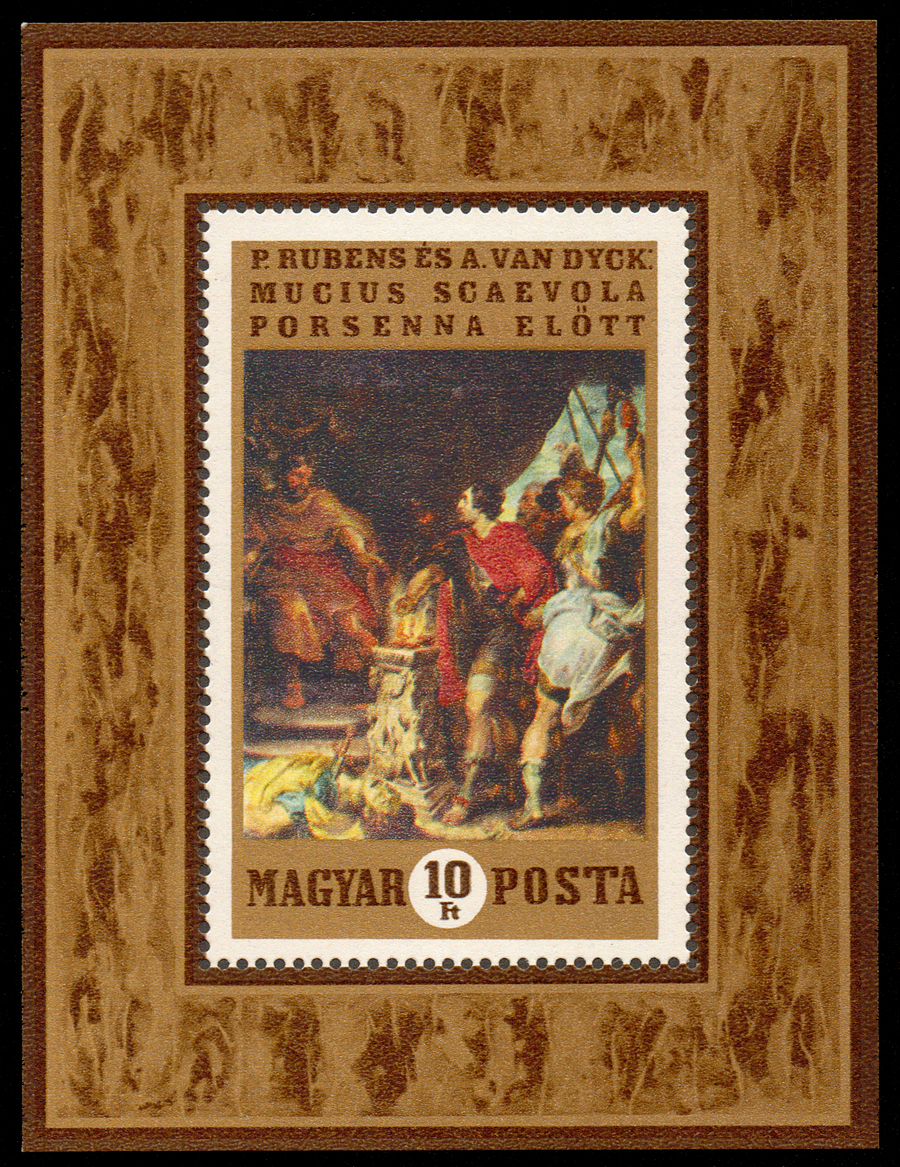

A kommunista mozgalommal illetve történetével kapcsolatos számos bélyeget tervezett.
- Magyar tanácsköztársasági arcképek (sorozat, 5 értékből a 20 fill. és 80 fill., 1919)
- Bélyegnap (1959)
- Bélyegnap (1960)
- Liszt Ferenc (sorozat, 3 érték, Zsitva Szabolccsal (1961)
- Évfordulók – Események (sorozat, 13 értékből 12 érték, 1962)
- Siófok (sorozat, 3 érték, 1963)
- Évfordulók – Események (sorozatból egyetlen érték: FIR (2 Ft) 1965)
- 50 éves a KMP (sorozat, 2 érték, 1968)
- Évfordulók – Események (sorozat, 9 értékből a Marx Károlyt ábrázoló 1 Ft-os, Nagy Zoltánnal, 1968)